# 北海道道108号沓形仙法志鴛泊線
北海道道108号沓形仙法志鴛泊線（ほっかいどうどう108ごう くつがたせんほうしおしどまりせん）は、北海道利尻町沓形から仙法志と利尻富士町鬼脇を経由して同町鴛泊を結ぶ道道（主要地方道）である。

## 概要

### 路線データ
- 起点：北海道利尻郡利尻町沓形（北海道道105号利尻富士利尻線交点）
- 終点：北海道利尻郡利尻富士町鴛泊（北海道道105号利尻富士利尻線交点）
- 総延長：39.885 km[1]
- 実延長：39.863 km[1]
- 重用延長：0.022 km[1]
- 未舗装延長：0.059 km[1]

## 歴史
- 1976年（昭和51年）8月31日 - 918号として路線認定[2]。同日、260号利尻島線を廃止[3]し現在の道道108号と105号に分割した。
- 1993年（平成5年）5月11日 - 建設省から、道道沓形仙法志鴛泊線が沓形仙法志鴛泊線として主要地方道に指定される[4]。
- 1994年（平成6年）10月1日 - 路線番号を108号に変更[5]。

## 地理

### 通過する自治体
- 宗谷総合振興局
  - 利尻郡
    - 利尻町
    - 利尻富士町

### 交差する道路
利尻町
- 北海道道105号利尻富士利尻線 - 沓形（起点）
- 北海道道303号沓形港線 - 沓形（起点）

利尻富士町
- 北海道道105号利尻富士利尻線 - 鴛泊（終点）

### 沿線にある施設など
- 姫沼展望台
- 野塚展望台
- 利尻島郷土博物館
- 総合交流促進施設北のしーま
- 沼浦展望台
- 沼浦湿原
- 南浜湿原【北緯45度6分36.4秒 東経141度16分16.9秒 / 北緯45.110111度 東経141.271361度】
- 仙法志御崎公園
- 利尻町立博物館
- 北のいつくしま弁天宮
- 人面岩・寝熊の岩
- 利尻町運動公園